# 五嶋孝吉
五嶋 孝吉（ごとう こうきち、1906年3月18日 - 1978年3月29日）は日本の理学者。

## 経歴
熊本県玉名市生まれ。熊本県立玉名中学校、九州帝国大学臨時教員養成所、大阪帝国大学理学部卒業。
宮崎県立延岡高等女学校、熊本県立八代高等女学校教諭などを経て、奈良女子高等師範学校教諭となる。
1949年（昭和24年）、私立暁女子短期大学学長、奈良女子大学教授となり、1953年（昭和28年）に理学部長となる。
1960年（昭和35年）に3度目の理学部長に就任した。1965年（昭和40年）に奈良女子大学長に就任した。
また、大阪帝国大学から理学博士号を授与されている。